# Bossey (Haute-Savoie)

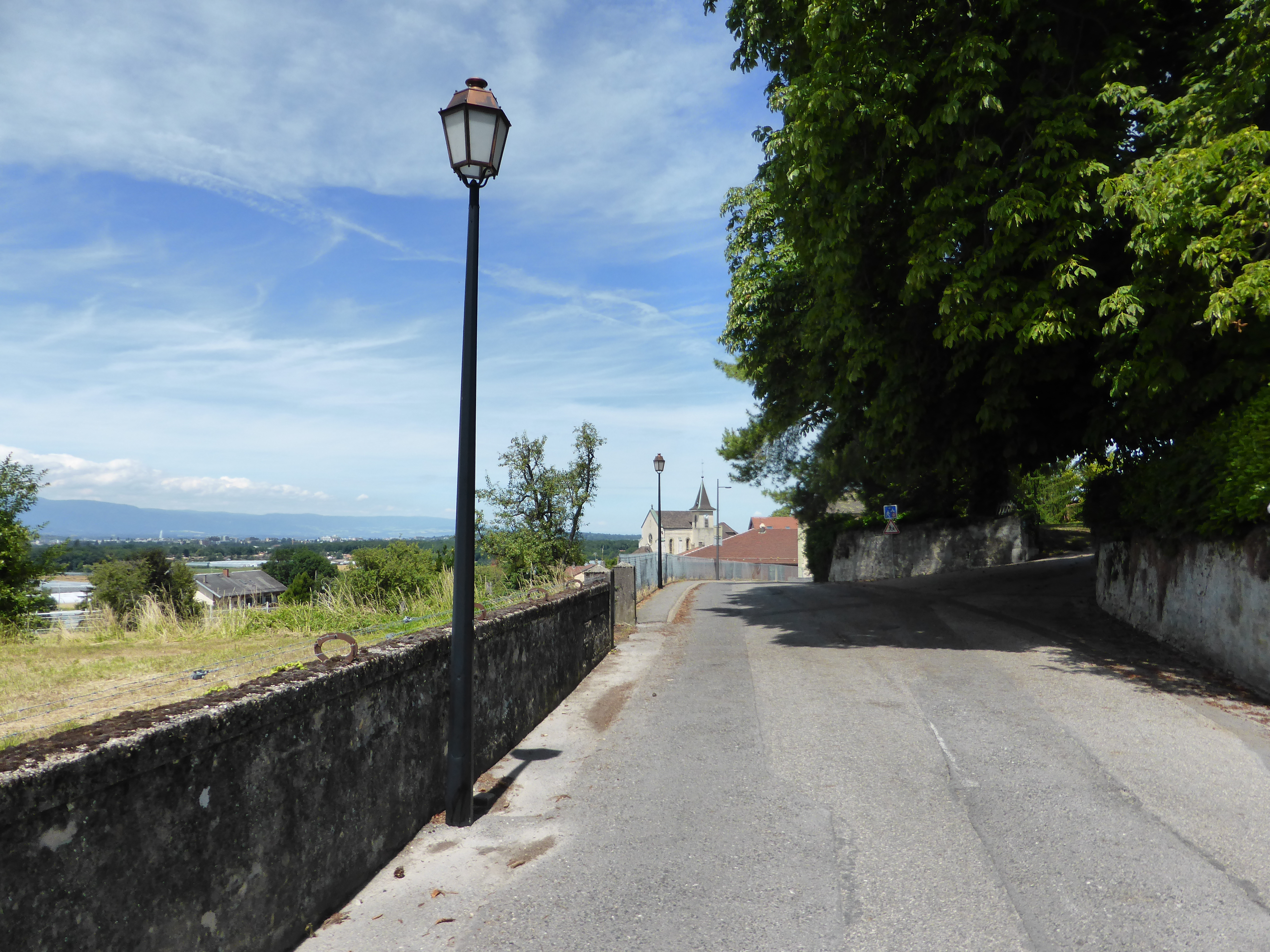
Bossey (2015)

Bossey ist eine französische Gemeinde im Département Haute-Savoie in der Region Auvergne-Rhône-Alpes.

## Geographie
Bossey liegt auf 460 m, etwa sechs Kilometer südlich der Stadt Genf (Luftlinie). Das Dorf erstreckt sich am Nordfuß des Salève, am Rand des Genevois, in unmittelbarer Nähe der Grenze zur Schweiz.
Die Fläche des 3,88 km² großen Gemeindegebiets umfasst einen Abschnitt des Genevois. Die nördliche Grenze verläuft entlang dem Rand der Ebene, die sich südlich von Genf und der Arve ausdehnt. Von hier erstreckt sich das Gemeindeareal südwärts über den zunächst sanft, später sehr steil ansteigenden Hang des Grand Salève. Sein Nordwesthang ist von mehreren Kalkfelsbändern durchzogen und zeigt auch zwei Erosionsrinnen, nämlich die Grande Gorge und die Petite Gorge. Auf dem Höhenrücken des Salève wird mit 1265 m die höchste Erhebung von Bossey erreicht.
Zu Bossey gehören neben dem ursprünglichen Dorf auch die Weilersiedlungen Sous Bossey (447 m) unterhalb des Dorfes nördlich der Verkehrsachsen, Laidefeur (468 m) und Crevin (496 m) am Nordfuß des Salève. Nachbargemeinden von Bossey sind Étrembières und Monnetier-Mornex im Osten, Collonges-sous-Salève im Süden sowie die schweizerischen Gemeinden Bardonnex und Troinex im Norden.

## Geschichte
Das Gemeindegebiet von Bossey war schon sehr früh besiedelt, wobei die frühesten Funde aus dem Magdalénien datieren (in der Caverne de l’Ours). Erstmals wird das Dorf 1178 unter dem Namen Bossye erwähnt. Der Ortsname geht auf das altfranzösische Wort boschel (kleiner Wald) zurück.
Seit dem Mittelalter gehörte Bossey zum Domkapitel Saint-Pierre von Genf. In der Reformationszeit gelangten die Güter des Domkapitels an die Stadt Genf, weshalb das Dorf fortan eine Enklave im savoyischen Gebiet bildete. Mit dem Turiner Vertrag von 1754 kam Bossey an Savoyen und teilte darauf dessen Schicksal. Der nördliche Teil des Gemeindegebietes mit Troinex wurde 1815 dem schweizerischen Kanton Genf zugeteilt. Jean-Jacques Rousseau verbrachte einen Teil seiner Kindheit in Bossey.

## Sehenswürdigkeiten
Die Dorfkirche von Bossey stammt aus dem 18. Jahrhundert. Von den profanen Bauwerken ist das Château Crevin zu erwähnen.

## Bevölkerung
| Jahr                       | 1962 | 1968 | 1975 | 1982 | 1990 | 1999 | 2006 |
| Einwohner                  | 387  | 419  | 525  | 450  | 486  | 545  | 664  |
| Quellen: Cassini und INSEE |      |      |      |      |      |      |      |

Mit 947 Einwohnern (Stand 1. Januar 2022) gehört Bossey zu den kleinen Gemeinden des Département Haute-Savoie. Vor allem während der 1970er Jahre wurde ein kontinuierliches Bevölkerungswachstum verzeichnet, danach pendelte die Einwohnerzahl mit einigen Schwankungen stets im Bereich von 500 Personen. In den letzten Jahren erfolgte wieder ein deutlicher Anstieg der Einwohnerzahl.

## Wirtschaft und Infrastruktur
Bossey war bis weit ins 20. Jahrhundert hinein ein vorwiegend durch die Landwirtschaft geprägtes Dorf. Heute gibt es verschiedene Betriebe des Klein- und Mittelgewerbes. Zahlreiche Erwerbstätige sind Wegpendler, die in den größeren Ortschaften der Umgebung, vor allem im Raum Genf-Annemasse, ihrer Arbeit nachgehen.
Die Ortschaft ist verkehrsmäßig gut erschlossen. Sie liegt an der Hauptstraße N206, die von Annemasse entlang der Schweizer Grenze nach Saint-Julien-en-Genevois führt. Auch die Autobahn A40 durchquert das Gemeindegebiet, der nächste Anschluss befindet sich in einer Entfernung von rund vier Kilometern.